# Teulada
Teulada es un municipio de la Comunidad Valenciana, España. Situado en el noreste de la provincia de Alicante, en la comarca de la Marina Alta. Cuenta con una población de 12 834 habitantes (INE 2024). Presenta dos núcleos de población, el núcleo urbano de Teulada, situado en el interior, y el de Moraira, en la costa.

## Geografía

Localización de Teulada respecto a la Marina Alta

Teulada está a 0,5 km de la N-332 entre Benisa y Gata de Gorgos. Esta carretera es uno de los principales accesos a la localidad, y la conecta con otros municipios como Denia o Benidorm.
El núcleo urbano de Teulada se encuentra en el interior, pero su término municipal cuenta con 8 km de costa. Su puerto, situado en Moraira, está a 6 km del núcleo urbano.

### Clima
El clima de Teulada es prácticamente igual a todos los pueblos de la Marina Alta: en general, poco lluvioso durante el año, caluroso en verano y poco frío y suave en invierno. Desde el pueblo se pueden ver y presenciar las nevadas que se suceden en la sierra de Bèrnia en invierno.

### Barrios y pedanías
En el término municipal de Teulada se encuentra también el núcleo de población de Moraira, situado en la costa.

### Localidades limítrofes
Limita con los términos municipales de Benisa, Benitachell, Denia, Gata de Gorgos y Jávea.

## Historia
El territorio que hoy conocemos como término municipal de Teulada ha conocido la presencia del hombre desde los tiempos más pretéritos. Son diversos los yacimientos prehistóricos que nos indican que diversas zonas del término estuvieron habitadas por el hombre prehistórico, quien dejó testimonio de su presencia aquí.
El yacimiento más antiguo, y sin duda el más importante, no solo de Teulada, sino de los más antiguos de todo el Mediterráneo es la Cova de la Cendra. Situado en una de las laderas del Cap d'Or presenta una gran riqueza de estratos que se remontan al Paleolítico Superior, entre los 15 000 y 20 000 años a. C.
Más abundantes son los yacimientos de la Edad del Bronce (entre 1600 y 1200 a. C.). Destacan los lugares conocidos como Morro del Castellar, Tossal de la Font Santa, Cova de les Rates, Punta de Moraira, etc.
La cultura ibérica se halla representada por un buen número de yacimientos arqueológicos en los que se han encontrado sobre todo restos cerámicos y estructuras de poblados; pero es en el período romano cuando el término de Teulada, cerca del municipio romano de Dianium, experimenta una gran importancia en la cantidad de asentamientos, consistentes básicamente en vilae o casas de campo, dedicadas a las explotaciones agrarias, extendidas por todo el territorio.
En el momento de la conquista cristiana a mediados del siglo XIII, Teulada era una alquería andalusí, mientras que Moraira era un puerto natural del que no se sabe si presentaba asentamientos humanos. Incorporado a la Corona de Aragón, entre 1270 y 1280 tuvo lugar la primera gran llegada de pobladores cristianos, unos cien según recogen las crónicas. En 1386, Teulada consigue su propio término municipal diferenciado del de los otros pueblos colindantes; contaba entonces con 300 habitantes. En el siglo XV, tras la muerte del último Conde de Denia y Duque de Gandía, Teulada pasó a la Corona, convirtiéndose en Villa Real durante un período aproximado de medio siglo. Posteriormente, Teulada pasó a depender de la familia Palafox, marqueses de Ariza, quienes ostentaron el título de señores de Teulada hasta la desaparición del régimen señorial a mediados del siglo XIX. 
A principios del siglo XX, la economía local (basada en la agricultura y muy especialmente en la producción de pasas y de vino moscatel) se vio afectada por la filoxera, epidemia que afectó muy negativamente en las plantaciones de viñedo. En consecuencia, hubo una emigración hacia el norte de África y América, provocando una disminución de la población que no se recuperaría hasta los años 1960.
La gran transformación económica, demográfica y social de Teulada se originó con el turismo a partir de los años 1970 y 80. Moraira dejó, a partir de entonces, de ser una aldea de pescadores (aunque sigue esta actividad económica) y se convirtió en un gran centro turístico internacional. El turismo de segunda residencia es, hoy en día, el principal motor de la economía del municipio.

### Evolución histórica de su conjunto amurallado

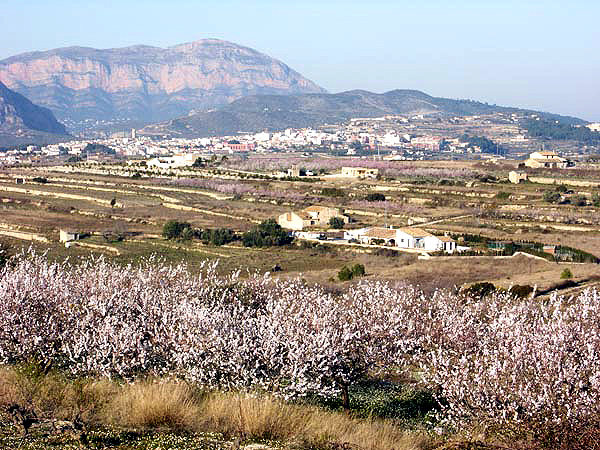
Vista de Teulada

La franja litoral de la comarca valenciana de la Marina ha estado desde finales del siglo XIII habitada por una población mayoritariamente cristiana que constituía donaciones del Llibre del Repartiment a partir de 1249. Al menos a partir de 1277 ya debería haberse realizado una repoblación numerosa ya que este año tiene lugar la concesión de la carta puebla de Teulada y otras alquerías próximas a favor de Bernat Durand y cien más.
A principios del siglo XIV debía de estar constituida una comunidad cristiana según se desprende de la relación de rectores de las parroquias que acuden a los Sínodos de la catedral de Valencia en 1310, entre los cuales se encuentra el de Teulada. A finales de este mismo siglo Teulada contaba con 52 fuegos y pocos años después, en 1377, consiguen la independencia municipal y en 1386, la asignación de término municipal propio independiente de Benisa y Calpe.
A finales del siglo XIV los teuladinos disponían de permiso del obispado para edificar «...la dita universitat de Teulada vol et entén construhir, edifficar e fundar una sglesia en lo dit lloch de Teulada con ne haja obtenguda licència et comissió del reverend bisbe de Valencia...». A principios del siglo XV contaba con 65 fuegos y se conservan documentos de la época con los nombres de los rectores de Teulada.
También se tiene constancia de la existencia de un muro de fortificación de la población según se desprende:
«Lo señor Marqués ab la dita carta de gràcia mana que ço que procehia pagar al consell de Teulada en lo dit do de XX mil florins, convertesquen en la obra del mur ordenada sots certa condició...» y en otra página del mismo documento se indica que «les dites obres foren acomplides segons que erean obligats».
Teulada recibió en 1410 la visita de San Vicente Ferrer, donde realizó diversos milagros algunos de los cuales se escenifican hoy en día en los conocidos «milagros».
En un protocolo de 1476 del notario de Jávea, Sebastián Xulbi, se habla del Mur Nou, como límite de una propiedad que aparece en un documento privado «Ítem medietatem pro indiviso cuiusdam ovilis franqui e quiti, siti e positit intus murum novum dicti loci..(AMD: Protocol Sebastiè Xulbi R 303). Pero sobre todo es en el siglo XVI cuando se encuentran abundantes noticias sobre la fortificación de la villa y construcción de la iglesia de Santa Catalina.
A mediados de este siglo, en 1551, se tiene constancia de la construcción de una torre de defensa junto a un edificio denominado «quartijo», también de uso defensivo, al mismo tiempo que se construyen torres de defensa en Calpe y Benisa, todas costeadas por Jerónima Pujadas, la cual en el pleito que mantiene contra Juan de Palafox aporta la documentación demostrativa de haber gastado mucho dinero en estas obras de fortificación: «Primerament en lo loch de Teulada per a la fortificació del dit loch e defensa dels pobladors de aquella y ha un quartijo eo un edifici axí e nomenat que tenen los pobladors de dit loch per poder-se defensar en aquell .ïtem diu ut supra que per a la fortificació del quartijo se ha fet una torre la cual está en acabança e sta de tal manera constrohida que poden de dita torre deffensar dos panys eo quartars del dit quartijo.ïtem diu ut supra que per a fortificar-se los del dit loch en lo dit quartijo e torre tenen necessitat de demolir e derrocar alguna casa eo cases de les quales axí per la propinquitat de aquelles com altres, podrien los enemichs desfer lo dit quartijo e molestar en gran manera als que.s farien forts i es defendrien en aquell» (ARV. Procesos de Madrid, 2283, 83j).
En 1562, el informe de Juan Bautista Antonelli no nombra esta obra de fortificación, sino que recomienda que se revisen las murallas para ver si es mejor fortificarlas o acabar de fortificar la iglesia (A.G.S. Estado, Llig 141, f 171).
En 1582 es concedida licencia por el virrey de Valencia al pueblo de Teulada para imponer contribuciones especiales con la finalidad de comprar dos casas contiguas a la iglesia y acabar las obras de fortificación emprendidas años atrás. La petición de licencia para imponer impuestos va acompañada de diversos testimonios que declaran la necesidad que tiene la villa de Teulada para fortificarse. El síndico Joan Banyuls en nombre de los justicia, jurados y consell de la villa de Teulada dice que «dita vila estava situada e posada en frontera de la mar..» y estaba expuesta a los ataques de moros y turcos. Por otra parte «estava aquella poch fortificada..», motivo por el cual se determina reunir consell general en el cual «..acordaren unànimes de acabar un fort que y ha comensat que comprén la església de dita vila e dos cases junto d’aquella per a poder-se resistir en temps de necessitat.».
También se encuentran otros testimonios en el mismo sentido como el de Guillem Banyuls, notario de Jávea, escribano y asesor del Ayuntamiento de Teulada, el de Luis Vives, mercader de Benisa, y el de Chiristòfol Sapena, caballero de Jávea. Ante estos informes el virrey de Valencia, Francisco de Moncada, concedió permiso por cinco años para imponer el impuesto de la sisa. Este permiso parece que luego fue prorrogado.
Las obras de construcción de la iglesia fortificada y de las nuevas murallas continúan a finales del siglo XVI y principios del XVII, como ya preveían las autoridades teuladinas, con el dinero de los quince años de sisa.
En 1602 no estaban acabadas las obras, y se vuelve a solicitar la imposición de sisas, petición que se repite en 1608 y 1614.
En 1609 la defensa de Teulada estaba realizada por un capitán, 130 soldados, 100 arcabuces y tres piezas de artillería, estas cifras se suponen incluían la defensa de la costa.
En 1614 se encuentra un informe positivo del marqués de Ariza y Barón de Teulada, en el que se enumeran las razones favorables a la nueva imposición de sisas. Una vez acabado el proceso de fortificación que había de durar 35-40 años (1572-1610) la villa de Teulada experimentará un aumento demográfico notable, a finales del siglo XVI Teulada contaba con 129 casas, (año 1589) y en 1609 contaba con un total de 160 casas y en 1629 se llegará a 228 casas. A partir de este momento comienza la fuerte crisis demográfica y económica que reducirá mucho su población.
Una vez concluidas las obras de fortificación de la villa se construye la Casa de la Villa o Sala de Jurados y Justicia. Este edificio fue acabado en 1620 y en su fachada fue grabado un reloj de sol en 1639.
Otras noticias posteriores sobre el recinto amurallado se producen a mitad del siglo XVII cuando se tiene noticia de la denominada «Puerta de la Barbacana» que daba acceso a un posible recinto interior de la fortificación junto a la iglesia, esta noticia es de 1667. Esta puerta fue derribada junto a la casa abadía en 1901. Del siglo XVIII se conoce la «Porta de Baix» que estaba al principio de la calle d’Avall, por un documento sobre cuentas municipales. También se tiene noticia de la torre campanario, que amenazaba ruina, que sería derribada a finales del siglo XIX, edificándose otra nueva en el ángulo sudeste de la iglesia. En 1940 se derriba «El Portalet», una puerta existente en la calle San Vicente o de la Manegueta, por cuestiones estéticas o de mejora urbanística según las actas del Ayuntamiento. En estos años se abre una comunicación entre la calle San Buenaventura (C/ Nou) y la calle San José (C/ La Sala) derribando una casa adosada al muro norte del recinto siendo derruido también éste. A principios del siglo XX todavía estaban en pie las torres de Blasco (al final de la calle El Muro) y otra a la parte posterior de la casa d’Ivars, según se puede observar en los planos del Dr. Pitarch (1924) y de J. Cardona (1929).

## Geografía humana

### Demografía
Cuenta con una población de 12 834 habitantes (INE 2024).
| Gráfica de evolución demográfica de Teulada entre 1842 y 2021                                                         |
| |
| Población de derecho según los censos de población del INE. Población de hecho según los censos de población del INE. |

| Nacionalidad | Hombres | Mujeres | Total | %     | Proporción |
| ------------ | ------- | ------- | ----- | ----- | ---------- |
| Española     | 2669    | 2761    | 5430  | 45.4% |            |
| Extranjera   | 3260    | 3254    | 6514  | 54.5% |            |

| País                 | Hombres | Mujeres | Total | %     | Proporción |
| -------------------- | ------- | ------- | ----- | ----- | ---------- |
| Reino Unido          | 1109    | 1176    | 2285  | 35.1% |            |
| Alemania             | 328     | 380     | 708   | 10.9% |            |
| Colombia             | 209     | 201     | 410   | 6.3%  |            |
| Marruecos            | 247     | 129     | 376   | 5.8%  |            |
| Bulgaria             | 122     | 128     | 250   | 3.8%  |            |
| Rumania              | 103     | 125     | 228   | 3.5%  |            |
| Francia              | 91      | 83      | 174   | 2.7%  |            |
| Rusia                | 54      | 72      | 126   | 1.9%  |            |
| China                | 62      | 42      | 104   | 1.6%  |            |
| Italia               | 50      | 25      | 75    | 1.2%  |            |
| Bolivia              | 28      | 17      | 45    | 0.6%  |            |
| Venezuela            | 22      | 22      | 44    | 0.6%  |            |
| Argentina            | 18      | 25      | 43    | 0.6%  |            |
| Pakistán             | 29      | 9       | 38    | 0.5%  |            |
| Polonia              | 12      | 19      | 31    | 0.4%  |            |
| Argelia              | 12      | 15      | 27    | 0.4%  |            |
| Ecuador              | 14      | 13      | 27    | 0.4%  |            |
| Ucrania              | 11      | 14      | 25    | 0.3%  |            |
| Brasil               | 5       | 13      | 18    | 0.2%  |            |
| Perú                 | 9       | 4       | 13    | 0.1%  |            |
| Cuba                 | 4       | 8       | 12    | 0.1%  |            |
| Uruguay              | 4       | 7       | 11    | 0.1%  |            |
| Senegal              | 4       | 3       | 7     | 0.1%  |            |
| República Dominicana | 1       | 4       | 5     | 0.07% |            |
| Chile                | 1       | 3       | 4     | 0.06% |            |
| Portugal             | 0       | 4       | 4     | 0.06% |            |
| Paraguay             | 0       | 3       | 3     | 0.04% |            |
| Nigeria              | 0       | 1       | 1     | 0.01% |            |

### Economía
La principal actividad económica, que antaño fue la agricultura, es actualmente el sector servicios basado en el turismo.

## Política
Tras las elecciones municipales de mayo de 2023, el alcalde de Teulada es Vicente Raúl Llobell Signes del Partido Popular.
| Periodo   | Nombre                                          | Partido   |
| --------- | ----------------------------------------------- | --------- |
| 1979-1983 | Pedro García Llobell                            | UCD       |
| 1983-1987 | Miguel Martínez Llobell                         | AP        |
| 1987-1991 | Miguel Martínez Llobell                         | AP / PP   |
| 1991-1995 | Miguel Martínez Llobell                         | PP        |
| 1995-1999 | José Bertomeu Cabrera                           | PP        |
| 1999-2003 | José Ciscar Bolufer                             | CM        |
| 2003-2007 | José Ciscar Bolufer                             | PP        |
| 2007-2011 | José Ciscar Bolufer Antoni Joan Bertomeu Vallés | PP        |
| 2011-2015 | Antoni Joan Bertomeu Vallés                     | PP        |
| 2015-2019 | Carlos Linares Bañón                            | PP        |
| 2019-2023 | Mª Rosa Catalina Vila Vallés                    | Compromís |

## Patrimonio
- Iglesia de Santa Catalina

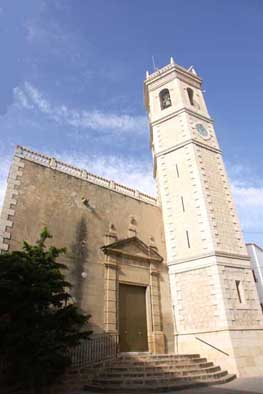
Iglesia de Santa Caterina

Se puede datar el inicio de su construcción a principios del último tercio del siglo XVI, sobre una primitiva iglesia gótica que había sido construida entre finales del siglo XIV y principios del XV. La edificación de este templo responde a una doble funcionalidad: religiosa y defensiva. Los continuos ataques de la piratería berberisca que desde las costas de África castigaron gravemente y a menudo los pueblos de litoral valenciano. Arquitectónicamente la iglesia consta en la actualidad de dos partes bien diferenciadas: la primitiva, del siglo XVI, y una serie de ampliaciones que van desde el siglo XVIII a nuestros días.
- Sala de Jurados y Justicias de Teulada

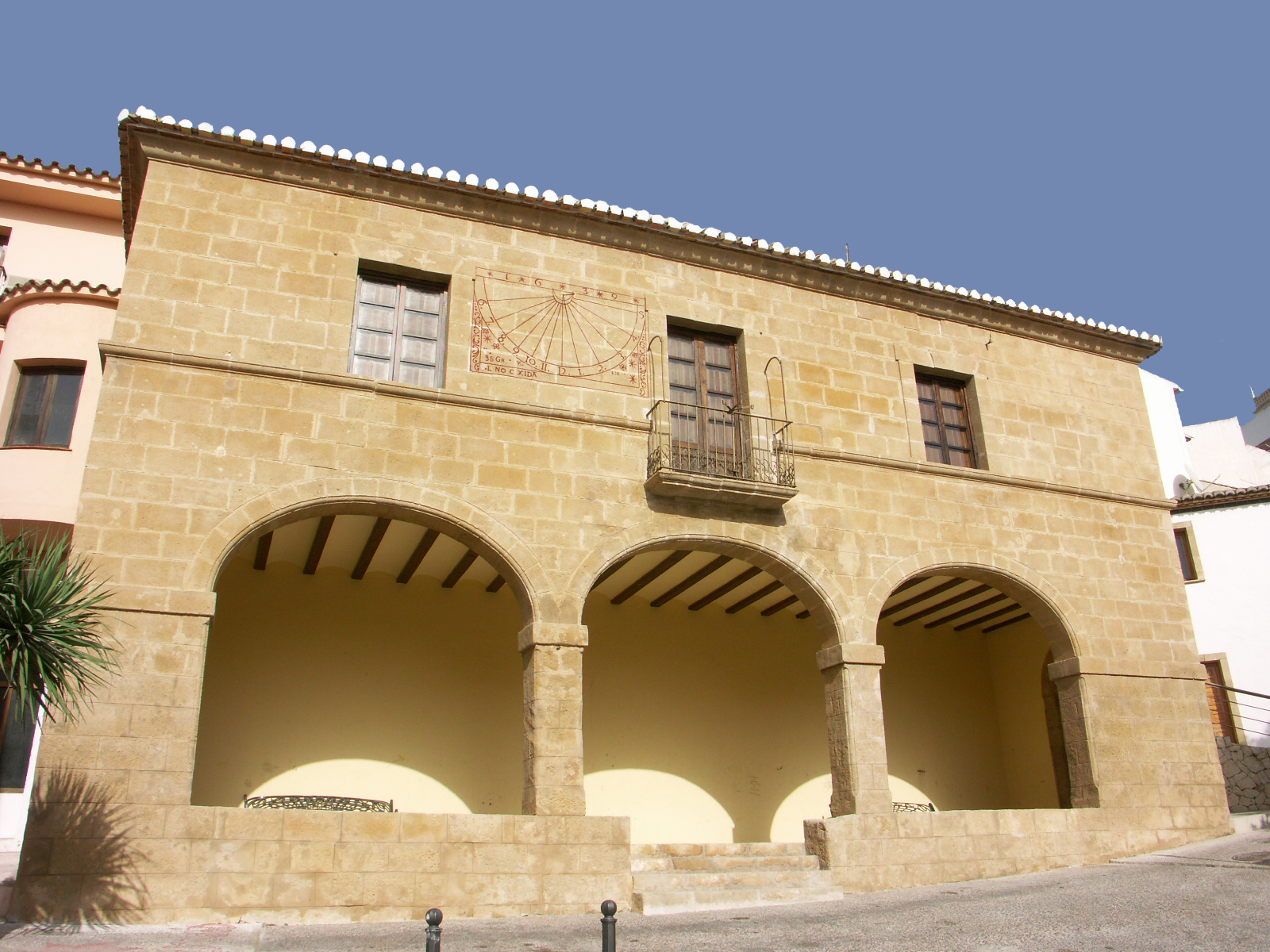
Sala de Jurados y Justicias

Construida en la segunda década del siglo XVII, en un momento de expansión urbana, económica y demográfica de la villa. Nos consta la fecha de 1620, posiblemente de la finalización del edificio que podemos observar en el alero de la fachada principal. El pórtico que preside el edificio ha servido en épocas pasadas de lonja de contratación y comercial. La Sala, nombre popular de este edificio, es una muestra de arquitectura civil del siglo XVII que esta orientada hacia el sur y edificada en piedra tosca; la planta es rectangular y de una sola crujía. El frontis tiene una simetría armoniosa con un balcón central y dos ventanas rectangulares en vertical, coincidiendo en la parte baja con los tres arcos de tipo carpanel.
- Castillo de Moraira

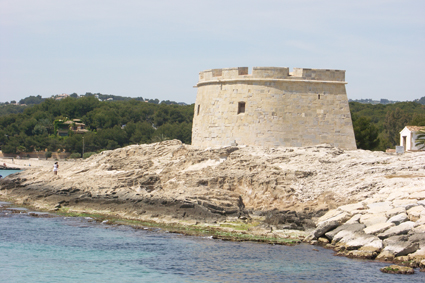
Castillo de Moraira

Es conocido con este nombre el fortín que se encuentra sobre una elevación rocosa de piedra tosca dominando la playa de l'Ampolla y toda la bahía de Moraira. En contra de la opinión generalizada que databa este baluarte en el siglo XVI como una obra de Juan B. Antonelli, hoy sabemos que fue construido en el siglo XVIII. Sobre la puerta de acceso domina el escudo real de la casa de los Borbones, el cual está datado en 1742, posiblemente el año de finalización de la obra. Es un edificio con planta de pata de buey, con fachada semicircular orientada hacia el sur: el ingreso se realiza por la parte norte donde había una tenaza de protección delante de la puerta en arquitrabe, a la que se accedía después de haber cruzado un foso, sobre el que se disponía de un puente levadizo. Las paredes están en talud con una altura de 10 metros y construidas con mampostería ordinaria, revestido por sillares de piedra procedente de la misma zona costera. Una imposta de mediacaña marca el límite entre el cuerpo del edificio y la cubierta, protegida por un pequeño muro corrido que presenta siete aperturas en forma de saetera, donde se colocaban los cañones.
- Torre de Capd'Or

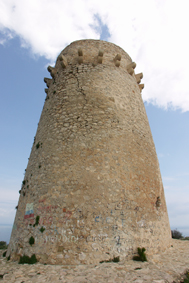
Torre vigía del Cap d'Or

Esta torre, como muchas otras que hay a lo largo del litoral mediterráneo, se edificó como consecuencia del informe que emitió el arquitecto J. B. Antonelli al por entonces rey Felipe II en 1563. Se procedió a su construcción para proteger el litoral de posibles incursiones de los piratas berberiscos. Edificada sobre el punto más alto del Cabo de Oro y casi en el límite de los acantilados, es de planta circular, con un perímetro de 26 metros, y los muros en talud construidos con mampostería ordinaria y enfoscados con mortero. El muro está coronado por ménsulas que, en la parte de levante, sustentan un matacán. La torre, de 11 metros de altura, es toda ella maciza hasta más de la mitad, de manera que no pueda accederse a su interior desde el nivel del suelo por no disponer de ninguna puerta.
- Ermita de San Vicente Ferrer

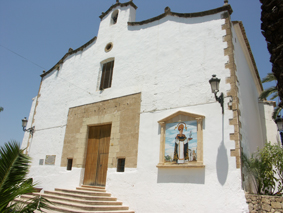
Ermita de San Vicente Ferrer

El actual edificio comenzaría a construirse bien entrada la segunda mitad del siglo XVIII, concretamente en los años 1767 y siguientes. La ermita es de planta rectangular con las esquinas de piedra arenisca picada y encadenada, formando un dentellado con el muro construido de piedra y mortero. Merecen ser destacados el altar mayor con una excelente pintura sobre tabla de San Vicente atribuida popularmente a Juan de Juanes, aunque hasta hoy no se ha podido confirmar esta atribución sí que parece ser de la escuela de primitivos valencianos del siglo XVI.
- Ermita de la Divina Pastora

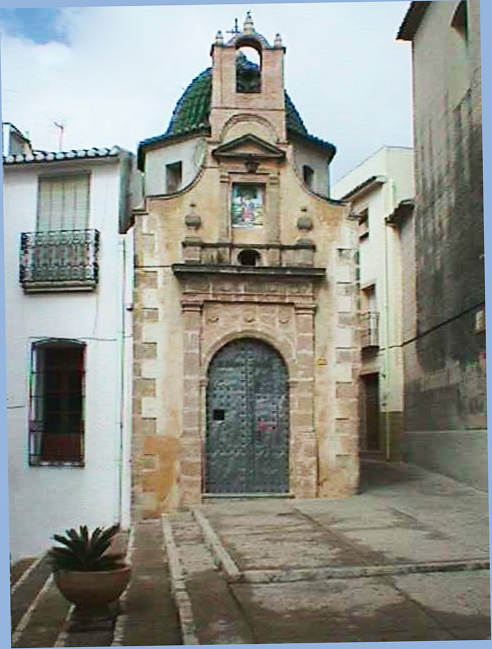
Ermita de la Divina Pastora

No se tienen datos documentales que nos den a conocer la época de la construcción de la ermita, pero sí sabemos que fue renovada en 1861 y que en la década de los 70 del siglo XIX fue colocada la campana en la espadaña. En primer lugar hay que destacar la existencia de dos estilos: la portada, renacentista y el resto de la ermita, barroca.
- Ermita de la Font Santa

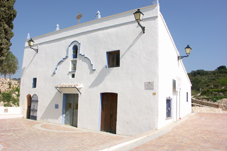
Ermita de la Font Santa

El origen de esta ermita puede remontarse a tiempos muy antiguos, concretamente hacia el siglo XV, fecha en la que, según tradición San Vicente Ferrer realizó el milagro de hacer brotar agua sobre la piedra a petición de su hermana Constanza que vivía en Teulada; desde entonces se dice que la fuente viene manando agua, gota a gota, sin que cambie el caudal, ya se trate de años lluviosos o muy secos. Si bien esta tradición se refiere al citado siglo, parece que el edificio actual de la ermita hay que datarlo hacia mediados del siglo XIX. La existencia de esta ermita puede ser también la cristalización de un antiquísimo culto a la diosa romana Diana, ya que a unos cien metros de ella está la fuente de la Jana sobre la cual hay diversas leyendas de encantamientos como la leyenda de la Joanaina que nos llevan a aquel lejano mundo pagano tan próximo a las fuerzas de la naturaleza.

## Fiestas
- Fiestas Patronales. Se celebran en Teulada en honor de San Vicente Ferrer a partir del domingo siguiente al de Pascua de Resurrección, en los meses de abril o mayo, de acuerdo con el calendario litúrgico, siendo el día principal el lunes donde destaca la Procesión de San Vicente. Además los Fuegos Artificiales, la Cabalgata y las Vaquillas. Otro día importante es el día de las Quintades.
- Santa Catalina de Alejandría. Se celebra en Teulada alrededor del 25 de noviembre.
- Moros y Cristianos. Se celebran en Moraira durante la primera quincena de junio.
- Fiestas Patronales: se celebran en Moraira en honor de la Virgen de los Desamparados y la del Carmen los días 15, 16 de julio y siguientes.
- Fiesta del Moscatel: se celebra todos los primeros sábados de septiembre conmemorando que el municipio tiene viñedos famosos, con la uva de Moscatel, materia prima para el afamado licor distintivo de la población, llamado Mistela.

## Hermanamientos
El municipio de Teulada está hermanado con las siguientes localidades:
- Teulada (Italia)
- Heiligkreuzsteinach (Alemania)